# Egolzwil
Egolzwil – miejscowość i gmina w środkowej Szwajcarii, w kantonie Lucerna, w okręgu Willisau. Leży nad rzeką Wigger.
Gmina została utworzona w 1160 roku jako Eigoltiswile.

## Demografia
W Egolzwil mieszka 1 586 osób. W 2021 roku 10,5% populacji gminy stanowiły osoby urodzone poza Szwajcarią.

W 2000 roku 93,1% populacji mówiło w języku niemieckim, 1,0% w języku serbsko-chorwackim, a 1,2% w języku albańskim.

## Transport
Przez teren gminy przebiega droga główna nr 2a. 